# Jordi Peris i Musso
Jordi Peris i Musso (Barcelona, 28 de juliol de 1952 - Gelida, 5 de gener de 1985) fou un advocat i polític català.

## Biografia
Es llicencià en dret i va fer un curs de direcció d'empreses a ESADE. També era director d'una empresa envasadora d'aigua. Durant la transició fou un dels fundadors de la secció de Vila-seca i Salou (que aleshores formaven part del mateix municipi) d'Aliança Popular, partit del qual arribarà a ser secretari provincial de Tarragona i adjunt a la direcció catalana. Fou elegit diputat a les eleccions al Parlament de Catalunya de 1984 per la província de Tarragona. Fou secretari de la Comissió de l'Estatut dels Diputats del Parlament de Catalunya. Va morir en un accident de trànsit a Gelida el 5 de gener de 1985.